# Henry Heitfeld
Henry Heitfeld (Saint Louis, 1859. január 12. – Spokane, 1938. október 21.) az Amerikai Egyesült Államok Idaho államának szenátora.